# Roemenië op de Olympische Winterspelen 1932
Tijdens de Olympische Winterspelen van 1932, die in Lake Placid (Verenigde Staten) werden gehouden, nam Roemenië voor de tweede keer deel.

## Deelnemers en resultaten

### Bobsleeën
| Olympiër                                                         | Discipline               | Resultaat | Prestatie                                       |
| ---------------------------------------------------------------- | ------------------------ | --------- | ----------------------------------------------- |
| Alexandru Papană Dumitru Hubert                                  | 2-mansbob (m) Roemenië I | 4e        | 8.32,47 (2.15,51 / 2.07,82 / 2.06,12 / 2.03,02) |
| Alexandru Papană Alexandru Ionescu Ulise Petrescu Dumitru Hubert | 4-mansbob (m) Roemenië I | 6e        | 8.24,22 (2.09,09 / 2.14,32 / 2.02,00 / 1.58,81) |

België · Canada · Duitsland · Finland · Frankrijk · Groot-Brittannië · Hongarije · Italië · Japan · Noorwegen · Oostenrijk · Polen · Roemenië · Tsjecho-Slowakije · Verenigde Staten · Zweden · Zwitserland